# Евреи и расизм
Для еврейской культуры в целом характерно безусловно отрицательное отношение к расизму, что определяется исходящей от иудаизма культурной традицией, не придающей существенного значения расовым различиям. Сформировавшаяся в древнем иудаизме традиция восприятия любых людей, независимо от племени и народа, в качестве потомков Адама опровергает идею изначальной универсальности расистских представлений.
Приписывание евреям и иудаизму расизма («еврейский расизм») как неотъемлемой характеристики свойственно для некоторых форм антисемитизма, включая советскую антисионистскую пропаганду, которая отождествляла еврейство и сионизм, приравняла сионизм к расизму, а также объявила сионизм современным фашизмом («фашизм под голубой звездой», «сионизм — это современный фашизм») и отождествила сионизм с нацизмом. Эти идеи, имеющие советское происхождение, используются антиизраильской пропагандой арабского мира, включая исламистов, а также леволиберальными идеологиями и новым антисемитизмом.

## История
В XIX веке в среде немецких и австрийских пангерманистов сформировался расовый антисемитизм, псевдонаучная теория, которая рассматривает евреев в качестве «семитской расы», прирождённых носителей неких биологически «ущербных» признаков. Является проекцией биологической теории эволюции Чарлза Дарвина на понимание истории как борьбы «арийской расы» против евреев, в которой «выживает сильнейший». Расовый антисемитизм можно назвать «классическим»: именно с ним связано возникновение самого термина «антисемитизм», и именно его результатом стало крупнейшее проявление антисемитизма — Холокост. Так называемые «расовые признаки», якобы неизменно присущие евреям, стали теоретической основой для уничтожения нацистами европейского еврейства.
Реакция на расовый антисемитизм, открыто проповедовавшийся в Герминии с 1870-х годов стала одной из причин некоторого ослабления общей тенденции отрицательного отношения к расизму среди немецких евреев. До начала XX века на расовый антисемитизм отвечали почти только интеллектуалы, включая, например, философа Германа Когена, ставившие задачу при помощи рациональных аргументов убедить германскую общественность, что расовый антисемитизм научно несостоятелен. Быстрый рост влияния этой формы антисемитизма в образованных слоях Германии перед началом Первой мировой войны показал несостоятельность подобной полемики и привёл к к началу некоторого беспокойства, касавшегося, однако, в основном желанного для многих из евреев еврейско-германского слияния.
После Первой мировой войны многие евреи Германии, стремясь доказать несправедливость расовых обвинений, встали в первые ряды немецких патриотов и сторонников пангерманизма, а также сочувствовали озабоченности немецкой нации ее расовыми интересами. Среди них были, в частности, берлинский юрист и общественный деятель Х. Зонненфельд; некоторое время — немецкий писатель и драматург Лион Фейхтвангер и др. Многими лидерами немецкого еврейства до самого прихода нацистов к власти, произошедшего в январе 1933 года, некоторое время после отрицалось, что расовый антисемитизм нацистов представляет собой реальную угрозу для евреев. Те, кем высказывались такие опасения, именовались «пессимистами-невротиками». Так, в статье «Нюрнберг и евреи», опубликованной в газета «Юдише рундшау» от 4 августа 1933 года, выражалось мнение, что политика нацизма будет уважать право на жизнь «неарийских» этнических групп: «Мы можем с удовлетворением констатировать, что в нескольких речах в День партии в Нюрнберге прозвучал этот мотив. Только на таком принципе — ведь расовая теория принята новой Германией, — мы верим, могут быть установлены вполне удовлетворительные отношения между германцами и евреями».
Ранее прихода нацистов к власти некоторые еврейские интеллектуалы разделяли научную обоснованность расизма и пытались обратиться к этой теме с еврейской позиции, результатом чего стала национальная апологетика. Так, по утверждениям философа Морица Лацаруса, еврейская кровь является самой благородной из всех. По мнению Бенджамина Дизраэли, семиты, в особенности евреи, являются наиболее аристократической из всех рас. Подобные взгляды разделялись многими из первоначального венского окружения Зигмунда Фрейда, факт чего позднее в погромных целях использовали нацисты. Расовым стало обоснование высказанного уже в конце XIX века, однако никем тогда не принятого призыва к евреям покинуть пределы Германию ввиду растущей смертельной угрозы, о чём писал Б. Кон («Перед бурей. Серьезное предостережение немецким евреям», 1896). С целью объяснить национальное своеобразие евреев на расовые факторы ссылался Г. Коген. Расовую аргументацию для обоснования права евреев на собственное государство в первой трети XX века нередко использовали германские сионисты. Однако за пределами Германии и Австро-Венгрии расовые идеи в еврейской среде были очень редки.
В Государстве Израиль действует специальный закон, который закрывает путь в Кнесет тем движениям и организациям, которые исповедуют и пропагандируют какие-либо расистские взгляды. Так, в 1988 году в соответствии с этим законом движению Ках, возглавляемому раввином Меиром Кахане, было отказано в регистрации в качестве избирательного списка на выборах в Кнесет. В Израиле расизм встречает неприятие широкой общественностью, причинами чего являются как опыт еврейского народа, пострадавшего от политики расизма, так и сложный антропологический состав самого еврейского народа, который принадлежит к различным антропологическим типам; принадлежность к евреям не зависит от антропологических характеристик. Известны только единичные случаи, которые можно рассматривать в качестве проявления расизма и которые вызывают в Израиле всеобщее осуждение. Так, в 1991 году такая реакция была вызвана отказом владелицы частного детского сада в Бат-Яме принять ребенка из Эфиопии.

## Антисемитские представления
В СССР в эпоху «застоя» сионизм был отождествлён с еврейством, объявлен «новым фашизмом» и расизмом. С 1963—1964 годов советский дискурс пускает в ход двойное отождествление: «сионизм=расизм» и «сионизм=фашизм/нацизм», что использовалось в качестве дополнительных аргументов для продвижения позиции, согласно которой сионизм является преступлением.
Конструируя собственную расистскую схему, советские пропагандисты «с точностью до наоборот» обвинили в расизме самих сионистов, которые отождествлялись с насчитывающим трехтысячелетнюю злодейскую историю еврейством. Одним из основных изобретений этих идеологов являлось уравнивание сионизма с расизмом.
Другим нововведением стало отождествление сионизма с фашизмом, которая выразилось в формулах наподобие «фашизм под голубой звездой» и «сионизм — это современный фашизм». В рамках неосталинизма эти идеи позволяли реанимировать «гуманистический» образ СССР в качестве лидера новой антифашистской коалиции. Несмотря на то, что советский дискурс никогда не пытался объяснить сам нацизм особенностями немцев как народа (по мнению Сталина, «Гитлеры приходят и уходят, а народ немецкий остаётся»), однако корни «сионизма-фашизма» изыскивались в самой природе еврейства, в «полной преступлений» еврейской истории и его «порочной» религии. Советский «антифашизм» 1970-х годов создавался в качестве цельной расистской доктрины культурно-исторического толка.
Переломом в государственной антисионистской идеологии стал выход в 1969 году книги «Осторожно: сионизм!» Юрия Иванова, который в то время курировал в ЦК КПСС Коммунистическую партию Израиля. Суммарный тираж книги на разных языках достиг 550 тысяч экземпляров, в том числе 42 тысячи на арабском. Под видом «антисионизма» и под лозунгом «борьбы с современным фашизмом» в государственную идеологию вводились заимствованная из пропаганды Геббельса антисемитская расистская концепция. В модифицированном виде она составила интегральную часть неосталинистского варианта русско-коммунистического мессианства.
Один из участников советского «антисионистского кружка» Евгений Евсеев написал книгу «Фашизм под голубой звездой», изданную в 1971 году в Москве. В 1970-х годах публицистом Львом Корнеевым было написано большое число статей, «разоблачавших» «сионизм», изображая его в качестве оккультного предприятия для получения власти над миром через такие средства, как шпионаж, продажа оружия, организованный террор, организованная преступность, грабёж, систематическое сотрудничество с «реакционными силами», начиная с нацизма и итальянского фашизма и заканчивая американским империалистическим капитализмом. В статье июля 1978 года Корнеев стремится к «разоблачению» «международного сионизма» через сведение его к преступному предприятию, которое вошло в соглашение с нацизмом на базе их идеологической близости, общего «расизма».
Другой идеей стало «сотрудничество сионистов с нацистами», и, более того, «пособничество» сионистов в уничтожении шести миллионов своих соплеменников. Этот тезис был впервые выдвинут Юрием Ивановым в 1969 году. Развитием этой идеи «открытие» советских антисионистов, что никаких 6 миллионов уничтоженных евреев не было. Лев Корнеев утверждал, что число убитых нацистами евреев, завышено «в 2-3 раза по крайней мере». По его словам, цифра в 6 миллионов названа еще в 1937 году Хаимом Вейцманом и «принята впоследствии за исходную», а «превращение в пыль сотен тысяч евреев-несионистов было заранее запланировано сионистским руководством». Представления, относящиеся к ревизии Холокоста, советские антисионисты почерпнули из западных, в основном неонацистских источников, которые появились по большей части после процесса Эйхмана в 1961 году. Однако идеи об участии сионистов в планировании и осуществлении Холокоста были оригинальными советскими и имели сходство с обвинениями «врагов народа» в 1937 году.
Эти идеи сразу получили широкое распространение в арабской антиизраильской пропаганде. Книга Корнеева была хорошо оценена рядом иностранных представительств в СССР, включая временного поверенного в делах Организации освобождения Палестины в СССР. Представитель ООП выразил мнение, что издание этой книги является примером «реальной помощи советского народа справедливому делу арабского народа Палестины.». В год выхода книги Корнеева в Институте востоковедения АН СССР Абу Мазен, будущий главой правительства, а затем и президент Палестинской автономии, защитил диссертацию, посвященную сотрудничеству сионистов с нацистами. Позднее он опубликовал новый труд — «Тайные связи сионизма и нацизма во время Второй мировой войны».
10 ноября 1975 года была принята Резолюция Генеральной Ассамблеи ООН 3379, определившая сионизм «как форму расизма и расовой дискриминации», а также «угрозу международному миру и безопасности». Эта резолюция, будучи инициированной СССР, в частности, была призвана замаскировать политическое использование советского антисемитизма, представленного в качестве «антисионизма». Резолюция привела к тому, что антиизраильский террор стал восприниматься рядом политических сил как морально оправданная борьба с сионизмом — «современным расизмом», пришедшим на смену нацистскому и родственным ему. 16 декабря 1991 года Генеральная Ассамблея ООН приняла беспрецедентное решение об отмене резолюции 1975 года, приравнявшей сионизм к расизму.
Сталинское и неосталинское обличение «космополитизма» и «сионистского фашизма» сохранялось в советской политико-культурной среде и в 1980-е годы. Это сопоставление образовало идеологическое наследие, воспринятое русскими националистами и православными традиционалистами, включая сторонников возвращения монархии.
Советские отождествления сионизма с расизмом, фашизмом и нацизмом сыграли значительную роль в идейном оснащении арабского терроризма и исламизма, а также леволиберальных идеологий и нового антисемитизма. Отождествление сионизма с нацизмом используется некоторыми европейскими кругами для преодоления ответственности за Катастрофу.